# گری نویل
گری الکساندر نویل (به انگلیسی: Gary Neville) (متولد ۱۸ فوریه ۱۹۷۵) بازیکن فوتبال اهل انگلستان می‌باشد. او فوتبال را از اولدترافورد شروع کرد و در دوران بازی‌اش فقط در منچستریونایتد بازی کرد. او در اوایل سال ۲۰۱۱ به صورت ناگهانی از دنیای فوتبال خداحافظی کرد. وی برادر بزرگتر فیلیپ جان نویل است. او اکنون مجری تلویزیون می باشد.
او تمام دوران بازی خود را در منچستریونایتد در پست دفاع راست بازی کرد. در زمان بازنشستگی پس رایان گیگز دومین بازیکن با سابقه باشگاه بود. او یکی از پرافتخارترین فوتبالیست های انگلیسی و اروپایی در تمام دوران است که در مجموع ۲۰ جام از جمله هشت عنوان لیگ برتر و دو عنوان لیگ قهرمانان اروپا را به دست آورده است. نویل اولین بازی ملی خود را در سال ۱۹۹۵ انجام داد و برای بیش از ۱۰ سال مدافع راست ثابت انگلیس انتخاب شد و در سه دوره از جام ملت‌های اروپا و دو جام جهانی به عنوان نماینده این کشور حضور داشت. او با ۸۵ بازی در تاریخ انگلیس بیشترین بازی ملی در پست دفاع راست را در کارنامه دارد.

## افتخارات با منچستریونایتد
- قهرمانی جام حذفی انگلیس در سال ۱۹۹۲
- قهرمانی لیگ برتر انگلیس در سال ۱۹۹۶
- قهرمانی جام خیریه انگلیس در سال ۱۹۹۶
- قهرمانی لیگ برتر انگلیس در سال ۱۹۹۷
- قهرمانی جام خیریه انگلیس در سال ۱۹۹۷
- قهرمانی لیگ برتر انگلیس در سال ۱۹۹۹
- قهرمان جام حذفی انگلیس در سال ۱۹۹۹
- قهرمانی لیگ قهرمانان در سال ۱۹۹۹
- قهرمانی جام بین قاره‌ای در سال ۱۹۹۹
- قهرمانی لیگ برتر انگلیس در سال ۲۰۰۰
- قهرمانی لیگ برتر انگلیس در سال ۲۰۰۱
- قهرمانی لیگ برتر انگلیس در سال ۲۰۰۳
- قهرمان جام حذفی انگلیس در سال ۲۰۰۴
- قهرمانی جام اتحادیه انگلیس در سال ۲۰۰۶
- قهرمانی لیگ برتر انگلیس در سال ۲۰۰۷